# Madij
Madij ali Madaj (starogrško Μάδιος, latinizirano: Mádios) je bil skitski kralj, ki je vladal v Medijskem cesarstvu v obdobju skitske prisotnosti v zahodni Aziji v 7. stoletju pr. n. št. 
Madij je bil sin skitskega kralja Bartatue in asirske princese Šerua-etirat. Kot  zaveznik Novoasirskega cesarstva, tedanje velesile zahodne Azije, in nečak cesarja Asurbanipala, je skitsko moč privedel na njen vrhunec. 
Ko je Novoasirsko cesarstvo začelo razpadati, je Madija ubil medijski kralj Kjaksar in izgnal Skite iz Zahodne Azije. 

## Politično življenje
Edini zgodovinski vir podatkov o tem staroveškem vladarju je grški zgodovinar Herodot, ki trdi, da je Madij medtem, ko je bila medijska vojska na pohodu proti Asirskemu cesarstvu, napadel Medijsko cesarstvo in porazil Medijce, ki so se mu poskušali zoperstaviti. Herodot trdi tudi to, da so Skiti takrat vladali večini (njemu znane) Azije, napad na Egipt pa je preprečil faraon Psametik I. z nekaj darili. Po 28 letih skitske vladavine v Mediji, ki so jo obeležili brutalnost in visoki davki, je Kjaksar organiziral vstajo in porazil Skite. Herodot navaja, da je Kjasksar povabil skitske voditelje na banket, jih napil in potem ubil. Preživeli Skiti so pobegnili v maloazijsko Lidijo, kar je privedlo do medijsko-lidijskih političnih napetosti. 